# Abborrasjön (Röke socken, Skåne)
Abborrasjön är en sjö i Hässleholms kommun i Skåne och ingår i Helge ås huvudavrinningsområde.